# Hosakere, Maddur
Hosakere là một làng thuộc tehsil Maddur, huyện Mandya, bang Karnataka, Ấn Độ.